# Roeweritta
Roeweritta is een geslacht van hooiwagens uit de familie Phalangiidae (Echte hooiwagens).
De wetenschappelijke naam Roeweritta is voor het eerst geldig gepubliceerd door Silhavý in 1965. 

## Soorten
Roeweritta is monotypisch en omvat slechts de volgende soort:
- Roeweritta carpentieri